# Bleikogel
Bleikogel är ett berg i Österrike.   Det ligger i distriktet Hallein och förbundslandet Salzburg, i den centrala delen av landet, 240 kilometer väster om huvudstaden Wien. Toppen på Bleikogel är 2 411 meter över havet, eller 327 meter över den omgivande terrängen. Bredden vid basen är 5,3 km. Bleikogel ingår i Tennengebirge.
Terrängen runt Bleikogel är bergig åt nordväst, men åt sydost är den kuperad. Närmaste större samhälle är Abtenau, 6,3 kilometer nordost om Bleikogel. 
I omgivningarna runt Bleikogel växer i huvudsak blandskog. Runt Bleikogel är det ganska glesbefolkat, med 45 invånare per kvadratkilometer.